# Dicranota hickmanae
Dicranota hickmanae är en tvåvingeart som beskrevs av Alexander 1940. Dicranota hickmanae ingår i släktet Dicranota och familjen hårögonharkrankar. Inga underarter finns listade i Catalogue of Life.